# Dinastia Kanva

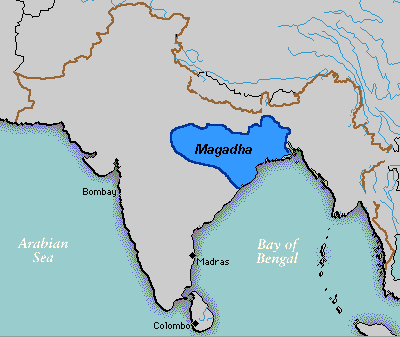
Mappa del Magadha.

I Kanva furono una dinastia che governò la regione nord-orientale dell'India, sostituendosi alla dinastia Shunga alla guida del Magadha dal 75 a.C. al 30 a.C.
L'ultimo sovrano degli Shunga venne rovesciato da Vasudeva Kanva nel 75 a.C. relegandolo ai margini del suo ex dominio. Il Magadha venne governato da quattro re Kanva. Poco si sa circa questa dinastia; tuttavia venne rovesciata dall'avanzata dell'Impero Shatavahana dal sud.

## Regnanti
- Vasudeva (c. 75 - c. 66 a.C.)
- Bhumimitra (c. 66 - c. 52 a.C.)
- Narayana (c. 52 - c. 40 a.C.)
- Susarman (c. 40 - c. 30 a.C.)